# Nedkolbertia
Nedkolbertia (Nedcolbertia justinhoffmanii) – drapieżny dinozaur z grupy celurozaurów (Coelurosauria). Żył w okresie wczesnej kredy (ok. 127-121 mln lat temu) na terenach Ameryki Północnej. Długość ciała ok. 3 m, wysokość ok. 1 m, masa ok. 30 kg. Jego szczątki znaleziono w USA (w stanie Utah).Mógł być przodkiem strutiomima.